# 中华人民共和国海警法
中华人民共和国海警法是中華人民共和國一部有關該國海警執法的法律，於2021年1月22日由中华人民共和国第十三届全国人民代表大会常务委员会第二十五次会议通过，2021年2月1日起施行。根據該法，若中國海警船遇到外國船隻襲擊或面臨襲擊時，中國海警船有權使用武器。在中华人民共和国海警法推出后，中国海警船只在2月連續多天進入釣魚島海域。

## 評論
中华人民共和国：中华人民共和国方面表示，中华人民共和国海警法内容符合国际惯例和各国实践。
 美国：2021年2月19日，美国国务院发言人愛德華·切斯·普萊斯表示，中华人民共和国海警法可能被用来恐吓海上邻国。
 日本：2021年2月8日，日本首相菅义伟表示，「完全无法接受中国通过这一法律，該法律加剧了东海和南海海域的紧张局势」。